# Nurettin Kurt
Nurettin Kurt – turecki zapaśnik walczący w stylu wolnym. Zajął siódme miejsce na mistrzostwach Europy w 1980. Złoty medalista igrzysk śródziemnomorskich w 1979. Trzeci na ME młodzieży w 1970 roku.